# Джакомо Бріано
Джакомо Бріано (італ. Giacomo Briano; 1586 Модена — 1 жовтня 1649, Буссето) — архітектор, єзуїт, італієць за походженням, автор проєктів єзуїтських храмів у різних країнах Європи.

## Біографія
Народився 1586 року в місті Модена (Італія). Де і під чиїм керівництвом навчався архітектури — невідомо. 1601 року став єзуїтським ченцем. У 1616—1632 роках працював на території нинішніх Польщі та Західної України. Протягом 1616—1632 років був головним архітектором польської провінції єзуїтів. Пізніше 3 роки, ймовірно, займав таку ж посаду в Австрії та Італії. Останні роки свого перебування на території України у 1631—1632 роках Бріано прожив у Острозі, куди був запрошений фундаторкою єзуїтського костелу святих Ігнатія Лойоли та Франциска Ксаверія Анною-Алоїзою Ходкевич. Останні 10 років не провадив активної діяльності, ймовірно, через поганий стан здоров'я. Помер у провінції Буссето поблизу Парми.

### Роботи
- у 1616—1617 роках переробляв плани та започаткував будівництво єзуїтського костелу в Луцьку (нині римо-католицький катедральний). У 1619—1620 роках знову наглядав за будівництвом. Остаточно костел було завершено під керівництвом єзуїтського ченця Матвія Маїка у 1627 році.
- у 1617 році працював над зміною проєкту єзуїтського костелу у Львові: зміни стосувались інтер'єру і фасаду, котрий було стилістично наближено до римської базиліки Іль Джезу. В подальшому будівництвом керував монах-муляр Валенти Депціус. Певні поправки були внесені Бріано також у 1632 році. Спорудження завершено у 1636 році з деякими змінами фасаду, не передбаченими Бріано.
- костелу святих Ігнатія Лойоли та Франциска Ксаверія у м. Острог, який будувався, починаючи від 1626 року, за проєктом невідомого архітектора. Бріано запропонував кілька проєктів, однак через непорозуміння і конфлікти із замовником був відкликаний до Італії. Його місце зайняв римський архітектор Бенедетто Моллі, котрий запропонував новий проєкт і втілював його до 1648 року.
- проєкт єзуїтського колегіуму в м. Острог (іншим співавтором був Бенедетто Моллі, будівництво тривало у 1634—1641 роках[1]).
- проєкт єзуїтського костелу св. Віта в місті Рієка в Хорватії (нині кафедральний). Будівництво розпочато 1638 року і продовжувалось до 1744. Костел ротондовий у плані, просторове вирішення базується на формах венеційського собору Санта-Марія делла Салюте.[джерело?] Спроєктував церкву Санта Марія Маджоре в Трієсті (Італія). Будівництво тривало з 1627 по 1682 рік.[джерело?]

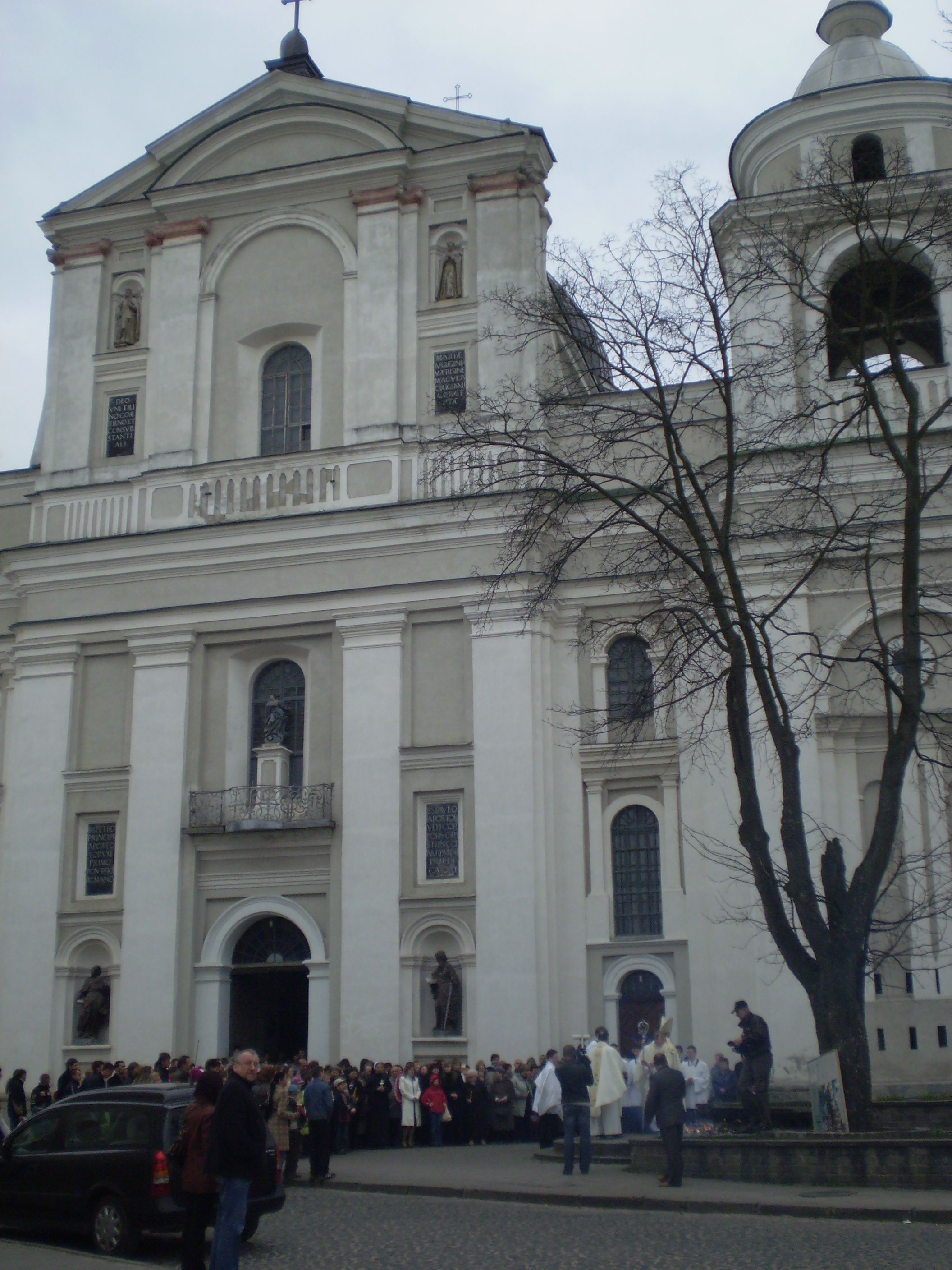
Катедральний костел св. Петра і Павла, Луцьк
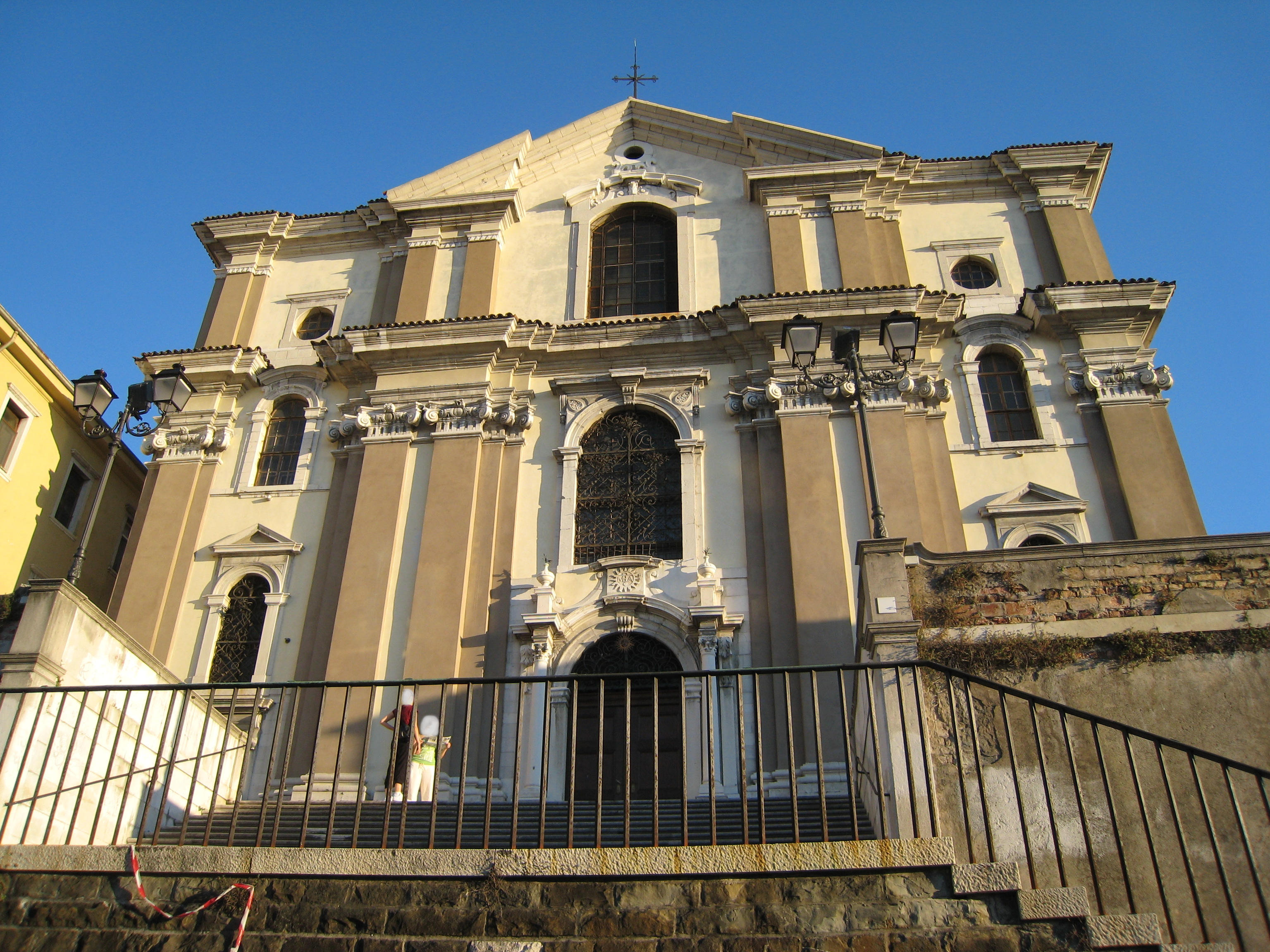
Санта Марія Маджоре, Трієст (Італія)
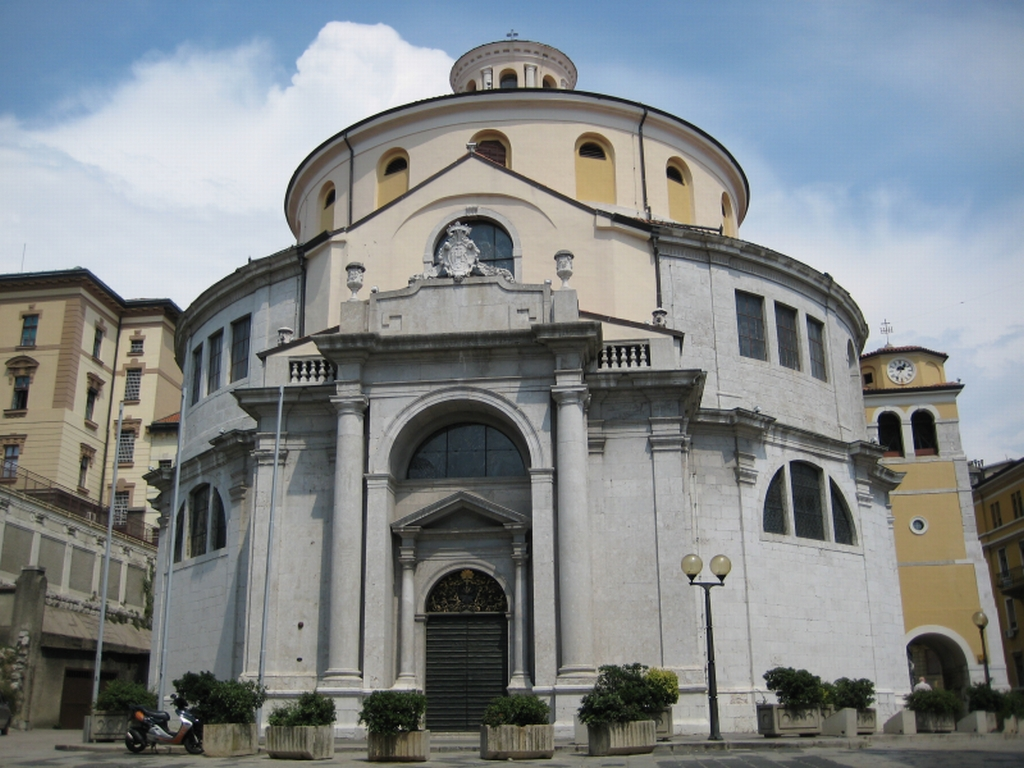
Катедральний костел св. Віта, Рієка (Хорватія)
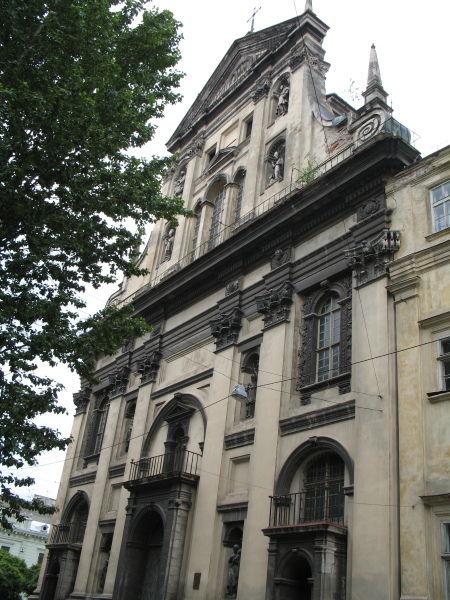
Костел єзуїтів (церква св. Петра і Павла), Львів